# حجل فيتنامي
حجل فيتنامي (الإسم العلمي:Arborophila merlini)، هو نوع من الطيور يتبع جنس حجلان التلال من أسرة الحجلاوات ضمن فصيلة التدرجية من رتبة الدجاجيات.